# 미하라촌 (시마네현)
미하라촌(三原村)은 일본 시마네현 오치군에 설치되었던 촌이다. 현재의 오다시, 가와모토정의 일부에 해당한다.